# 台灣中元法會

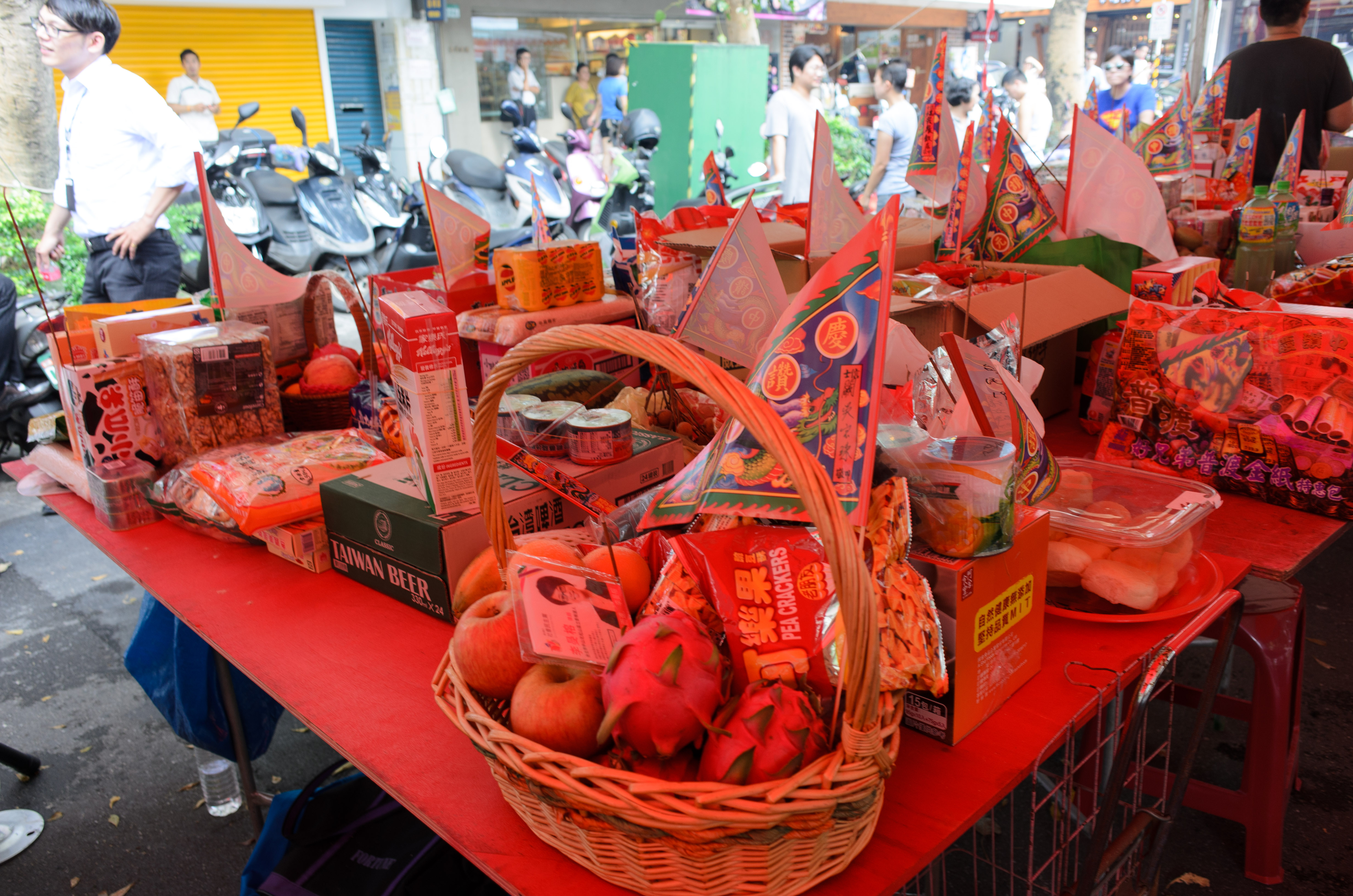
中元普渡祭祀時供桌上插好香與普渡旗的各色祭品。

臺灣中元普渡法會是指臺灣漢族傳統的一系列中元法會儀式，相對於個人或單一家庭的「家普」、單一機關的「私普」，由各聚落、團體或廟境居民聯合舉辦稱公普、聯普，其中由寺廟舉辦的稱為廟普，行會舉辦的稱為行業普、各角頭舉辦的稱為角頭普等，由七月初一至七月底關鬼門止，往往每日皆有普度。整個區域的公普又稱大普。1952年起，政府大力推動「節約拜拜」，定於七月十五日中元節時統一普渡，之後順應民情，由各家廟宇自行決定普渡期程。
在臺灣，中元普渡不僅是民間的活動，公家也會藉此機會禱祝社會安和樂利。
在中元普渡中，全台有六大中元祭，分別為「雞籠中元祭」、「宜蘭頭城搶孤」、「竹塹中元城隍祭」、「虎尾中元文化祭」、「民雄大士爺文化祭」和「恆春搶孤」，其中號稱「北基隆，南虎尾」這兩地最為熱鬧盛大。雲林縣虎尾鎮有分為東、西、南、北、中、德興、福德等七區域進行普渡。而基隆以老大公廟為主；「南恆春、北頭城」則為農曆七月臺灣搶孤文化的兩大文化觀光勝地。
客家族群七月二十的中元祭典，是臺灣客家人奉祀之義民信仰的重要節慶活動。
2009年臺北市政府亦舉行中元普渡，還請來臺灣省城隍廟、臺北府城隍廟、大稻埕霞海城隍廟，及松山霞海城隍廟等「臺北四大城隍廟」的城隍尊神主鎮於臺北市市民廣場，為國家、社會與八八水災的災民們祈福，供品全部捐贈基督教聖道兒童之家等慈善團體。
現時民間的「中元普渡」習俗是三教合流的結果，民間把道教中元祭祀和佛教目連救母的傳說習合，把施餓鬼與祭奠亡魂相混，形成一種民間習俗。每年到了農曆七月中，人們都會宰雞殺鴨，焚香燒紙，拜祭由地府出來的餓鬼，人們相信這樣可以化解其怨氣，不致於為禍人間。

臺灣今日由於商業社會，幾乎皆以罐頭、泡麵、零食、白米等能久貯之物為主，而牲禮、五味碗也愈來愈少見。也有人認為「中元節」根本就是「中元劫」，是劫了無辜動物的生命，所以有不少人以素肉或以其他植物製品代替肉類。

## 一般儀式
普渡舉辦時，供桌上的供品會插上彩色三角形紙旗，是為「普渡旗」，該旗以印刷印上「慶讚中元」、「一心誠敬」、「廣施盂蘭」、「敬奉陰光（公）」、「冥輝普照」等「中元敬語」，也會寫上信士姓名、地址。
先祭拜統領萬姓幽靈，並焚燒四色金紙。燒完金紙後，開始祭拜所謂的「好兄弟」，並在每一項供品插上一炷香（一種召請孤魂赴會的舉動，不適用於祀神祭祖），也會在供桌下放置香皂、毛巾與盛滿清水的面盆供「好兄弟」梳洗，此時有的人會先燒「經衣」，這是一種代表衣物與日用品的紙錢，讓「好兄弟」們先換上新衣，是希望「好兄弟」們可以好好梳妝、清洗再用餐。許多抽菸者，還會點燃香菸，插在香腳上，推己及「魂」，供「好兄弟」吞雲吐霧，別有一種人情味。祭拜完後，焚燒銀紙，歡送眾家「好兄弟」離開。
紙錢大多是用大銀、小銀、蓮花紙等，特殊的是使用「經衣」，有的地方稱作「更衣」、「紙廉」、「紙聯」。上頭印有日常用品，有衣服、褲子、裙子、靴子、鏡子、斗笠、梳子、鉸剪、雨傘、梳子等圖案，民間大多用黑色、靛色或綠色印制，現已有彩色圖案的，甚至繪有手機、冰箱、電腦、電視等電子用品者。
根據國立傳統藝術中心表示，臺灣流行的祭品除了一般餅乾、零食與飲料之外，還有麻油雞湯、空心菜湯、龍眼與甘蔗等，麻油雞湯主要是給難產的女性亡魂食用；空心菜湯代表「有誠無心」，信眾有誠意準備供品，但無心留「好兄弟」來陽間住，希望「好兄弟」吃飽就要離開；也有說鬼道眾生喉如針細無法飲食，空心菜可化成食道方便飲食；龍眼因為有殼也有枝，象徵扁擔與包袱，讓「好兄弟」吃飽後用包袱扁擔，打包乾糧回到地府；甘蔗有節，意味要有「斬節」（節制之意），希望「好兄弟」吃東西要有所節制，不要吃過頭、太飽了 。

## 廟宇的普渡法會

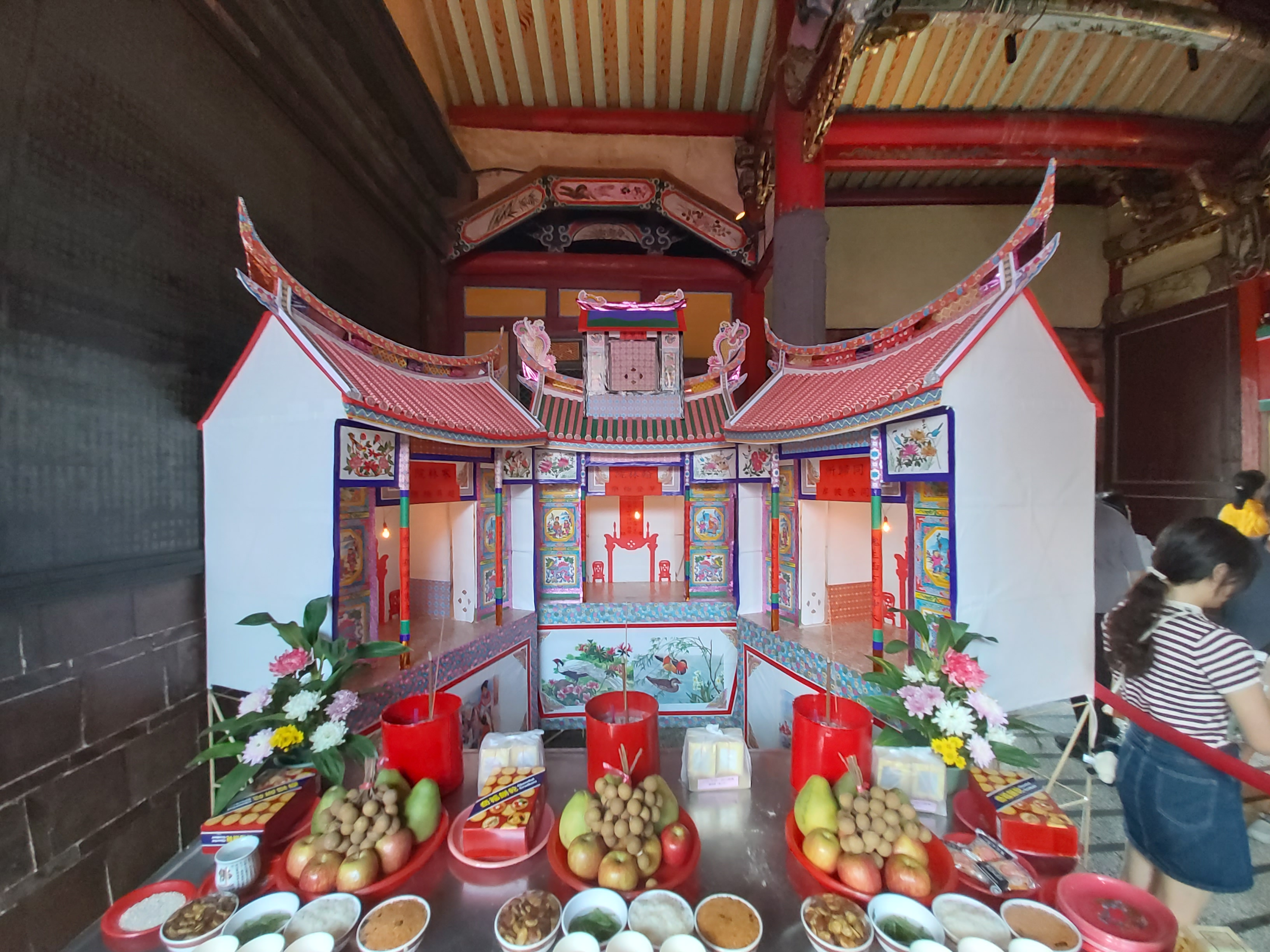
艋舺龍山寺中元盂蘭勝會上的「翰林院」（中）、「寒林院」（左）與「同歸所」紙厝

各地廟宇普渡方式略略差異，臺灣北中南禮俗異同，各具成風，大致如下：

### 點普渡公燈

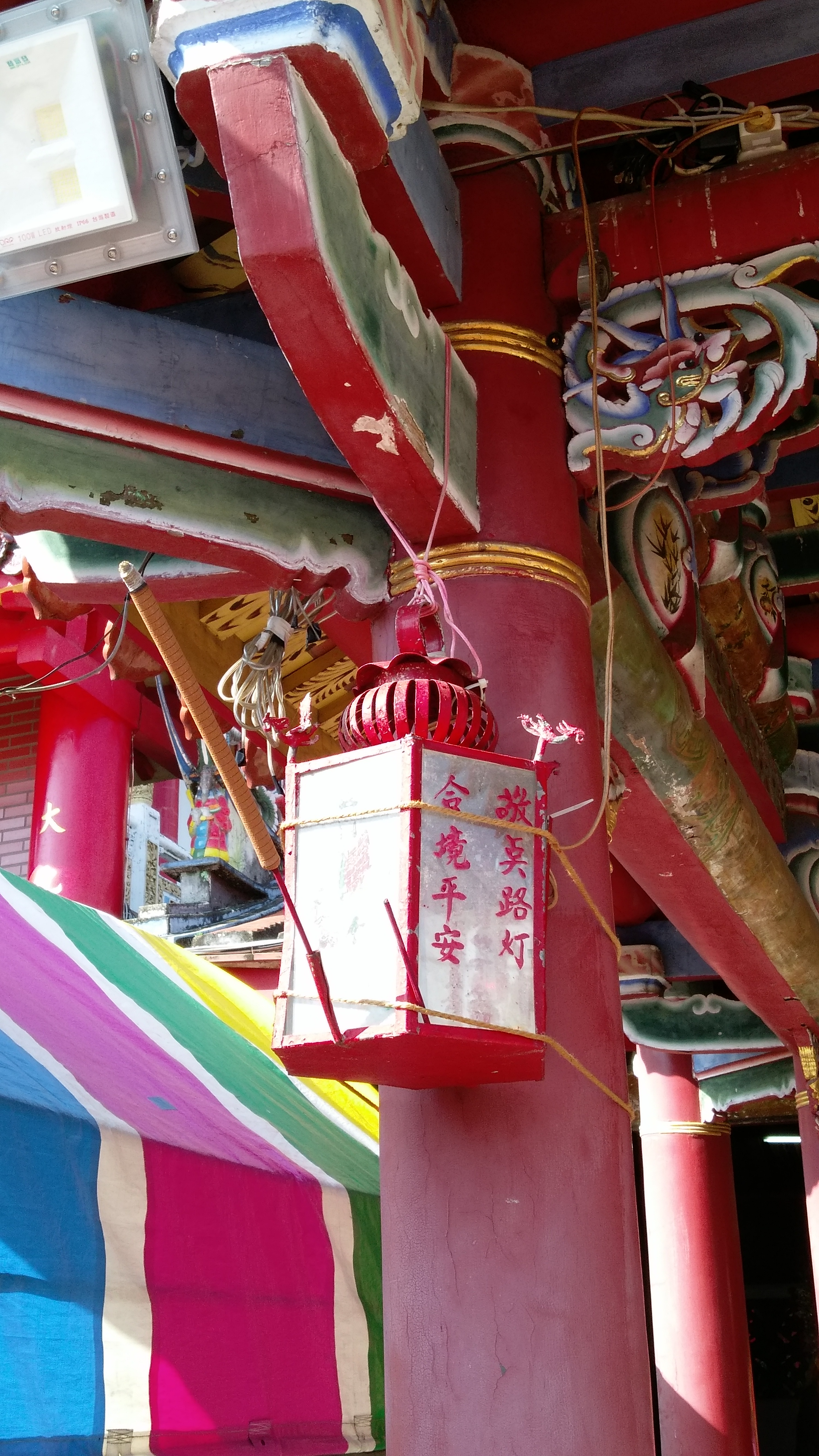
宮廟於農曆七月期間懸掛的普渡燈

在舊曆的七月初一日子時（23：00）開始，廟宇轄境的各家人士點亮燈火，號曰「普渡公燈」。為面燃大士與眾家好兄弟指引方向，享用香火。燈火兩側或有設造型者、貼對聯者，如：「金蓮燈前聞泣夜，盂蘭會上救升天。」

### 立燈篙

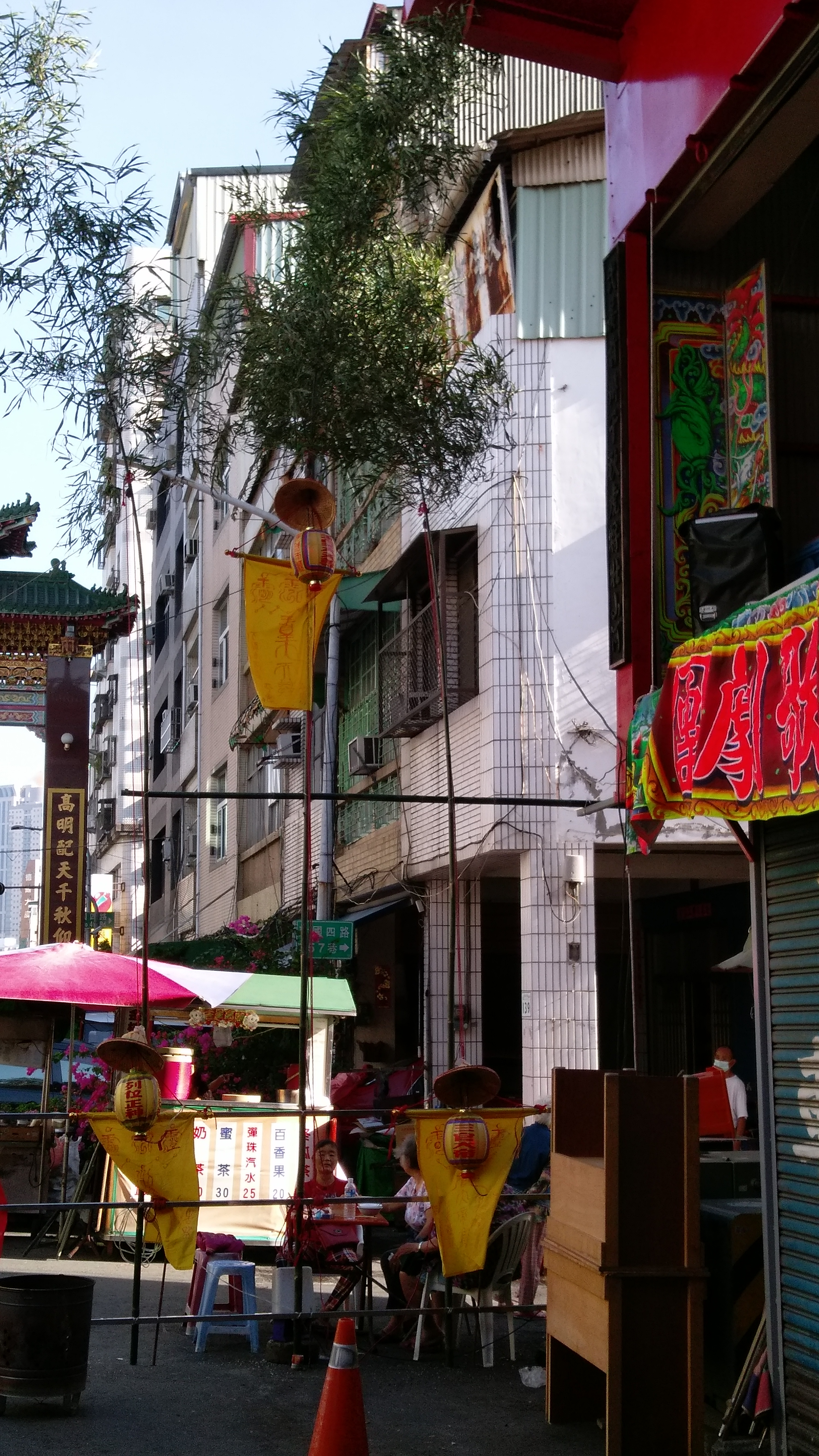
祭典所立的燈篙

以高大的青竹上懸掛燈火及旗幟，晝夜升降，以便邀請眾神來監管法會，也是邀請放禁在外的眾家好兄弟共享法會的成果。燈篙上以金紙包覆，上貼符咒，也有人以紙紮護法神守衛之。燈篙的高度，亦即招引範圍的廣度，如燈篙豎立過高，祭品不足，則會引發好兄弟不滿甚至作祟，一般以十二尺（約360公分）為限。

### 主普壇開光

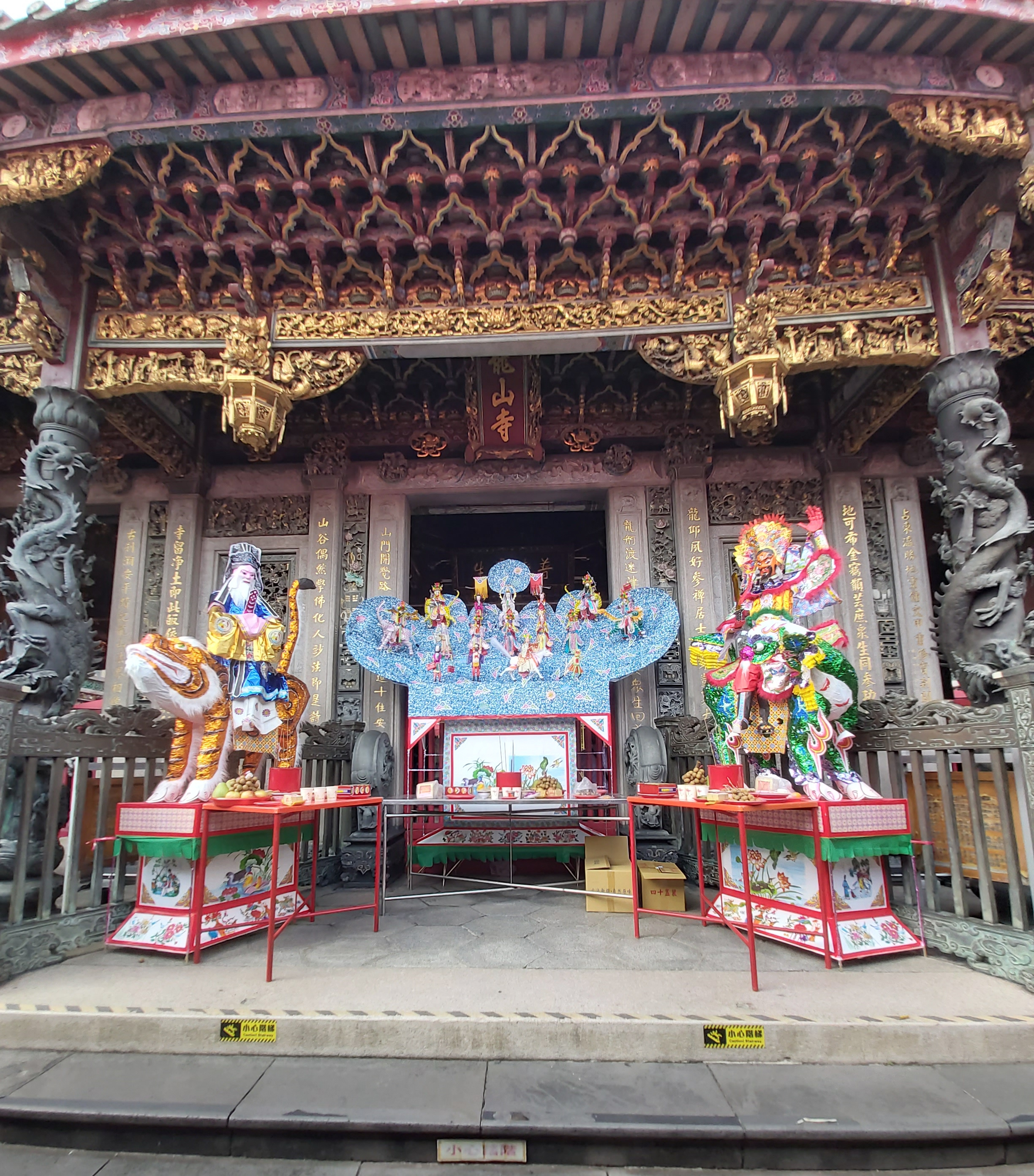
艋舺龍山寺中元盂蘭盆勝會期間位於三川殿前的紙糊普陀巖（中）與土地神（左）、山神（右）

搭設好主普壇，設有面燃大士、山神、土地神、護法神眾、大士山、寒林院（或作翰林院，供應官吏、士紳與陣亡將士休憩之處）、同歸所（供應一般的孤魂休憩之處），皆為紙紮。先請法師施法，以淨本壇，再由達官顯宦與爐主等人同放燈。

### 請斗燈
斗燈又稱元神燈，相應於天上星斗，代表各信眾的元神，有趨吉避凶的功能。一般在米斗內置白米（大地生生不息）、涼傘（蒼天作育萬物）、銅鏡（照妖）、寶劍（誅妖）、剪刀（翦除怪物）、尺（測量）、秤（權衡）、油燈（光明）、銅錢（富貴）等法器，希望祈福避邪。斗燈象徵吉利長存，護佑平安，薪火相傳。

### 請神放表
法師開壇，爐主與執事人員朗誦疏文，向天地稟告普渡之意，並且發表，邀請三界神祇入壇監醮。通知鬼神本地即將展開中元普渡法會，更請普渡公監管道場，不讓惡鬼凶神在此處擾亂作祟。

### 放水燈
閩南人和客家人習俗，中元節祭拜時，會在各水域先放流燈火，迎接到來的亡魂，幫亡魂照路，邀來同享香火，號稱「水燈」。多是以紙糊如宮殿形，中有蠟油點火，內有一置彩色三角形紙旗，號稱「普渡旗」，該旗以毛筆寫上「慶讚中元」、「廣施盂蘭」、「敬奉陰光」、「冥輝普照」等「中元敬語」字樣，並寫上自己的姓名，讓好兄弟（閩南語對亡魂的敬稱）知曉是哪家檀越所供奉，也有直接寫在燈上而不用旗者。俗謂水燈漂浮愈遠，該施主愈得庇佑。

### 施普
法師、道長、和尚、齋公等誦經作法超度亡魂。佛教有《八十八佛寶懺》、《梁皇寶懺》、《慈悲藥師寶懺》、《大乘金剛寶懺》、《慈悲三昧水懺》、《慈悲懺首》，最為主是《燄口施食要集》和《地藏菩薩本願經》。道教有《呂祖懺》、《全真青玄濟煉鐵罐施食》。齋教也有自己蒙山施食的方法。也有人會在這段時間，請出三寶佛、觀音菩薩、地藏菩薩等佛像放置高台，貼出榜文，硃筆簽押，昭告鬼神共來聽經聞法，領受功德，享得冥福，脫離惡道。民眾設置各樣供品，祭祀往來的孤魂，使眾家好兄弟共襄盛舉，獲得飽餐。

### 送大士
普渡完畢，面燃大士、山神、土地神、護法神等眾神功德圓滿，寒林院、同歸所好兄弟也該回返陰曹，所以焚大量紙錢、冥鏹，號稱「金山」、「銀山」，送神返回天庭與地府。

### 搶孤
閩南人地區在中元節有一特別儀式，稱為「搶孤」，將供品或旗子放置高柱上，將柱子塗滿油脂，令眾人同爬其柱，先得旗、物者勝。不但能取得獎品，且代表自己會得到神鬼的祝福。不過這是一項危險性很高的活動，時有傷亡，在清領時期，巡撫劉銘傳曾令禁止。今日台灣東北角的頭城與西南隅的恆春、香港潮汕社群舉辦的盂蘭勝會依然有此儀式。

### 跳鍾馗

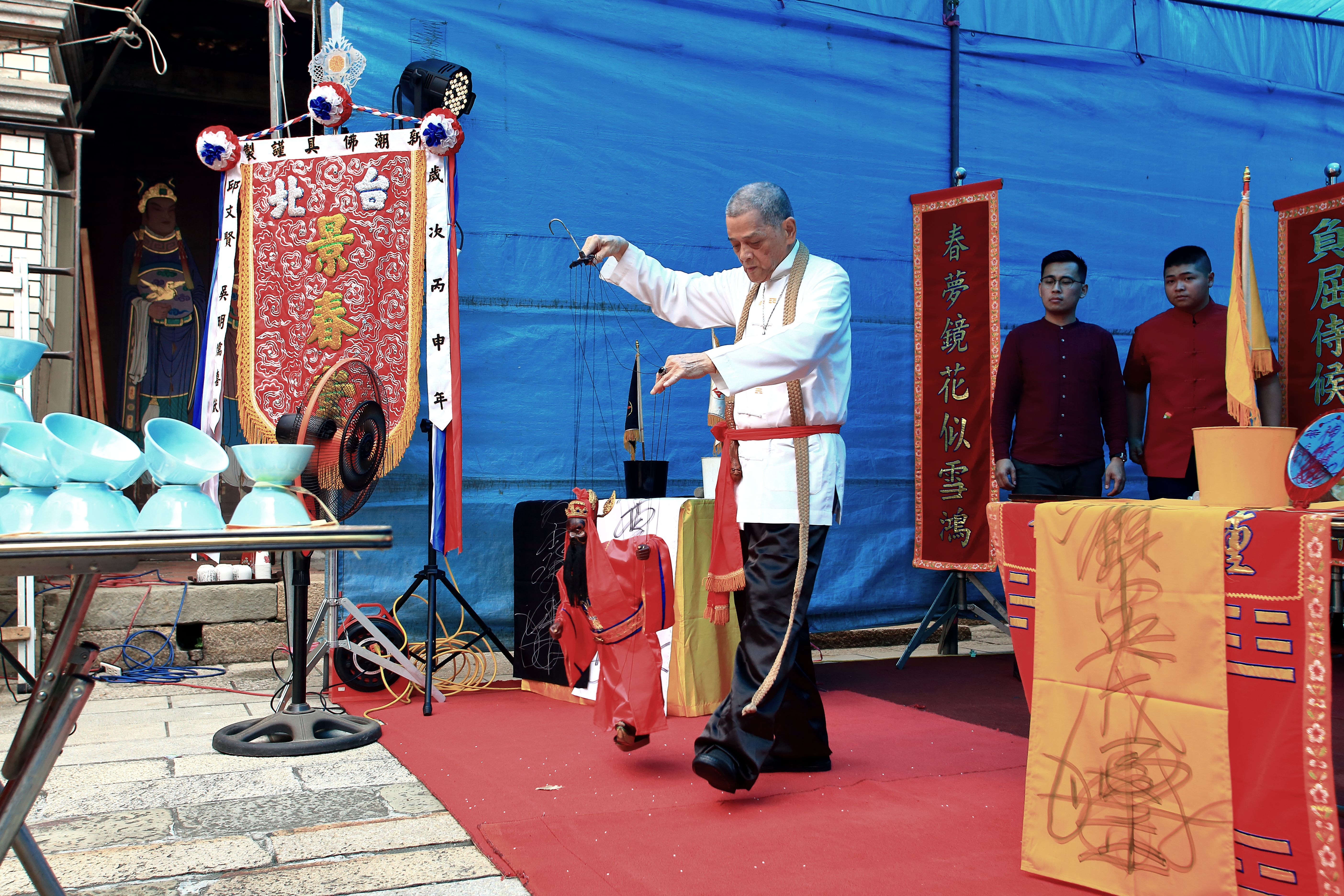
提線木偶跳鍾馗

祭祀講經既畢，或請道士、藝師扮演驅魔真君鍾馗，是謂「跳鍾馗」。有人則是請藝師操控鍾馗之傀儡，以消弭死者亡魂的戾氣，請眾家好兄弟趕緊回返陰間，勿再逗留於人世。今日臺灣，八家將與官將首等陣頭十分盛行，也有請八家將、官將首等出陣，以替換「跳鍾馗」的儀式。

## 參看
- 鬼
- 目蓮救母
- 盂蘭盆會
- 雞籠中元祭
- 香港盂蘭勝會，於香港舉行的中元節活動。
- 朝鮮中元節，於韓國的中元節活動。
- 派糧